# Hildebrand (borgerlig släkt)
Hildebrand är en svensk borgerlig släkt. Skattebonden Bengt Hildebrand (levde 1630) i Skånstorps by i Hellestads socken blev stamfader för en släkt Hildebrand som utgick på manssidan under 1700-talet, men namnet fördes vidare av hans dotters gren. Den nu fortlevande släktgrenen härstammar från Skönbergsgrenen vars stamfader är mjölnaren Gustaf Hildebrand (1761–1828). Andra släktgrenar var Ölandsgrenen och Stockholmsgrenen. 
Skådespelaren Weyler Hildebrand (1890–1944) härstammar inte från denna släkt, utan använde det som artistnamn.

## Några personer ur släkten
- Bror Emil Hildebrand, fornforskare (1806–1884), stamfader för Stockholmsgrenen
- Hans Hildebrand, riksantikvarie (1842–1913)
- Albin Hildebrand, personhistoriker (1844–1917)
- Emil Hildebrand, riksarkivarie (1848–1919)
- Hildemar Hildebrand, professor i pediatrik (1851–1919)
- Karl Hildebrand, riksdagsman och redaktör (1870–1952)
- Sune Hildebrand, språkman och urkundsutgivare (1879–1922)
- Bengt Hildebrand, historiker (1893–1964)
- Karl-Gustaf Hildebrand, historiker (1911–2005)
- Claes Hildebrand, professor i cellbiologi (1941–2022) [1]
- Staffan Hildebrand, filmregissör (född 1946)